# 增城從化戰鬥
增城從化戰鬥發生於1940年1月1日－10日，地點則是在中國粵中一帶。是抗日戰爭主要戰鬥之一，交戰一方為中華民國國民革命軍，另一方則為日軍。